# Biuro nieruchomości
Biuro nieruchomości (agencja nieruchomości) – przedsiębiorstwo zajmujące się pośrednictwem w obrocie nieruchomościami, a jej pracowników określa się mianem pośredników. Przedmiotem ich działalności jest pośrednictwo przy sprzedaży, kupnie, wynajmie oraz zamianie nieruchomości. W wielu biurach są ponadto świadczone usługi dodatkowe np. pośrednictwa kredytowego, zarządzania najmem lub home stagingu.

## Wymogi prawne dotyczące prowadzenia biura nieruchomości w Polsce
Kiedyś, do prowadzenia biura nieruchomości w Polsce, wymagane było posiadanie odpowiedniej licencji zawodowej pośrednika w obrocie nieruchomościami. Ustawa deregulacyjna, która weszła w życie w 2013 roku, zniosła jednak ten obowiązek. Zzgodnie z wymogami ustawy z dnia 21 sierpnia 1997 r. o gospodarce nieruchomościami, przedsiębiorca prowadzący biuro nieruchomości musi jedynie posiadać odpowiednie ubezpieczenie Odpowiedzialności Cywilnej.

## Jak działa biuro nieruchomości?
Biura nieruchomości pośredniczą w zawieraniu transakcji. W ramach zawartej umowy pośrednictwa (otwartej lub na wyłączność) oferty są przedstawiane klientom zainteresowanym kupnem, zamianą lub najmem danej nieruchomości. Wynagrodzenie w postaci procentowej prowizji (zwykle w zakresie od 1 do 3 procent) jest pobierane od jednej lub dwóch stron transakcji.
Pośrednicy posiadają szeroką wiedzę na temat swojej oferty. Do czynności przez nich  wykonywanych można zaliczyć m.in. weryfikację stanu prawnego i technicznego nieruchomości. Stan prawny jest sprawdzany poprzez weryfikację zapisów w Księgach Wieczystych, aktach notarialnych i innych dokumentach powiązanych z danym lokalem, budynkiem lub nieruchomością gruntową. Stan techniczny lokalu lub budynku pośrednik jest w stanie ocenić podczas przyjęcia oferty oraz bezpośrednich oględzin danej nieruchomości.
Ponadto agenci czynnie uczestniczą w mediacjach i negocjacjach pomiędzy stronami zainteresowanymi zawarciem transakcji. Przygotowują także dokumentację niezbędną do zawarcia umów przenoszących własność w formie aktu notarialnego. W przypadku najmu – pośrednik przygotowuje umowę w pełni zgodną z obowiązującym stanem prawnym.

## Narzędzia wykorzystywane w biurze nieruchomości
Obecnie kluczem do sukcesu w działalności większości firm, także tych pośredniczących w obrocie nieruchomościami, jest marketing internetowy. Poza standardowym wyposażeniem biurowym, telefonem oraz środkiem transportu biura nieruchomości inwestują w wiele innych narzędzi ułatwiających pracę pośrednika. Są to między innymi opłaty abonamentowe za publikację ofert na portalach ogłoszeniowych, strona internetowa, a także odpowiednie oprogramowanie dla biur nieruchomości. Najlepsze systemy CRM dla agencji nieruchomości umożliwiają m.in. organizację terminarza spotkań z klientami oraz automatyczny eksport ofert na portale ogłoszeniowe.

## Współpraca pomiędzy biurami nieruchomości
Wiele biur nieruchomości podejmuje współpracę z innymi agencjami przy realizacji transakcji. Takie działania znacznie zwiększają konkurencyjność na rynku, jednocześnie przyczyniając się do wzrostu przychodów firmy. W Polsce działa kilka Systemów Wymiany Ofert pomiędzy biurami nieruchomości. Największym ogólnopolskim systemem MLS jest ASGAL. Wśród regionalnych systemów jednym z największych jest Zachodniopomorski System Wymiany Ofert (ZSWO).
Uczestnictwo w MLS i SWO znacznie ułatwia nawiązanie współpracy pomiędzy biurami i zwiększa szansę na szybszą finalizację transakcji. Jeśli do niej dochodzi, prowizja jest pobierana przez każde z biur od jednej ze strony, którą reprezentuje.